# Château-Rouge
Château-Rouge é uma comuna francesa na região administrativa de Grande Leste, no departamento de Mosela. Estende-se por uma área de 4,32 km². Em 2010 a comuna tinha 300 habitantes (densidade: 69,4 hab./km²).